# Yunnanobryon
Yunnanobryon là một chi rêu trong họ Regmatodontaceae.